# 女房
女房（にょうぼう）とは、平安時代から江戸時代頃までの貴族社会において、朝廷や貴顕の人々に仕えた奥向きの女官もしくは女性使用人。女房の名称は、仕える宮廷や貴族の邸宅で彼女らにあてがわれた専用の部屋に由来する。
天皇に仕える「上の女房」は、朝廷の公的な女官である後宮十二司を含むが、その他の女房は高位の女性使用人ではあるものの、必ずしも常に公的な官職ではない。「上の女房」の筆頭は典侍（事実上の女官長）で、掌侍もこれに次ぐ。中宮（正妃）に仕える女房は「宮の女房」と呼ばれ、宣旨を筆頭に、御匣殿・内侍などが存在した。私的（半公的）な女房の長である宣旨は、中宮だけではなく東宮（皇太子）や斎院、場合によっては斎宮・上皇・摂政・関白などにも置かれた。

## 概説
もっぱら主人の身辺に直接関わる雑務を果たす身分の高い使用人であり、場合によっては乳母、幼児や女子の主人に対する家庭教師、男子の主人に対する内々の秘書などの役割を果たした。主人が男性の場合には主人の妾（召人）となったり、女性の場合には主人の元に通う男と関係を持つことが多く、結婚などによって退職するのが一般的であった。
尚、内裏で働く女房のうち、天皇に仕えるのは「上の女房」（内裏女房）と呼ばれる女官で、後宮の妃（ひいてはその実家）に仕える私的な女房とは区別される。後宮の妃に仕える女房である「宮の女房」のほとんどが、妃の実家から妃に付けられて後宮に入った人々で、清少納言や紫式部なども女叙位は受けていたものの、この身分であったと考えられている。かつて、「女房の中に女官としての性格を持つ公的な女房と、私的な女房に分かれる」とする、加納重文と、「全ての女房は、朝廷から位階と禄を受ける公的存在」とする角田文衛による論争が存在したが、今日の研究においては収入面においては、中宮や皇后に仕える女房には、妃自身の封戸や年給からの収入などからも給与を受けていたと考えられるものの、大勢の女房の生活を支えるためには、妃の実家の支援も必要としていたと考えられている。一方、宮中に仕える主立った女房は女叙位は受けていたと考えられるが、全ての女房に女官としての公的な地位を与えられていたのか否かについては、今日でも議論がある。
平安時代中期以降の社会においては、受領階級などの中級貴族の娘が出仕することが多く、そのため教養に優れていた。ひらがなの使用など国風文化に大きな影響を与えた。和歌や和文文学に優れた人物も多く、平安時代から鎌倉時代にかけての、この階層の作者の手になるものを、特に「女房文学」と呼ぶ。
ただし、藤原道長の時代（11世紀初頭）になっても、受領階級の娘が宮仕えをすることを不名誉と考える風潮が残されており、清少納言は『枕草子』（第21段）に「宮仕へする人をば、あはあはしう、わろきことに言ひ思ひたる男などこそ、いとにくけれ」と反論し、菅原孝標女も『更級日記』において祐子内親王への出仕を父に反対されたことを記している。ところが、道長が権力を握って自分の娘を次々と天皇の后妃にするようになると公卿のみならず、摂関や大臣の娘まで自分の娘の女房にするように求めるようになる。これは自分の娘の箔付けと共に后がね（后妃候補者）を女房とすることで事実上后妃候補から排除する意図もあった。しかし、道長の権勢の高まりと共に道長の家（後の御堂流）が他の家とは格別の立場を構築し、道長の娘以外天皇の后妃になることが事実上不可能になる現状の前にはほとんどの公卿がこれを拒むことは出来なくなっていた。その結果、道長の亡き兄で摂関経験者である道隆・道兼の娘や道隆の息子である道頼・伊周の娘が出仕を余儀なくされ、花山法皇の寵姫であった太政大臣藤原為光の四の君も法皇の崩御後に出仕した。また、為平親王の子である源憲定が娘の出仕を求められて藤原実資や源俊賢に相談したところ、彼らは天皇の血を引く姫君（村上天皇の曾孫にあたる）が女房として出仕しなければならない状況を嘆きながらも、道長の要求を拒めない現状を鑑みて出仕させるように助言している。もっとも、こうした女性を出仕させる場合には、道長側も十分な配慮を尽くし、道長の妻の源倫子や娘の中宮藤原彰子（上東門院）が直接書状にて説得にあたり、入内時には道長側も多額の贈物を行い、入内後も直ちに上臈女房として扱われるなどの厚遇を受けている。しかし、大臣・公卿クラスの家の女性が突然女房として入ったことは後宮内部に様々な波紋を引き起こした。彰子に仕えていた紫式部も（大臣・公卿の娘である）上臈女房は引っ込み事案でお高く止まっている者ばかりで、女房で一番必要とされている公卿との取次の業務も満足に出来ないと不満をぶつけている（『紫式部日記』消息）。しかし、次第に貴族社会全体に女房としての出仕に抵抗感が薄れていき、それと共に男性貴族社会と同じような序列化が進展するようになり、院政期に入る頃には女房達の間でも実家の家格などに基づいた厳格な序列が浸透していくことになる。
平安時代後期以降、院政の成立や女院の登場によって院や女院付の女房の数も増加していくことになる。特に鎌倉時代から南北朝時代前期にかけては同時に女院が10名以上いた時期もあり、複数の女院の同居の事例もあるため単純に女院の増加がそのまま女房の増加につながった訳ではないが、この時期には仕える女房の数も多かったとみられる。

## 転用・転訛
近世になると、高貴な者、特に世襲親王家の当主などが正室以外の女性に手をつけて子を産ませると、その女性のことを家女房（いえにょうぼう）と呼んで事実上の側室扱いとした。例えば久邇宮朝彦親王は正妃を置かず、5人の家女房とのあいだに18人の王子女を儲けたが、そのうちの一人が明仁上皇の外祖父に当たる久邇宮邦彦王である。世襲親王家や公家などの権門における家女房は、天皇後宮における勾当内侍と同様に家政の運用を取り仕切ったが、実質において側室であったとしても身分的には仕女のままであった。
この語の意味するところは時代が下るにつれてさらに地位が向上する。女房（にょうぼう／にょうぼ）は、今日の日本語では妻（すなわち正室）の意味で用いられている。
さらに転じて、仕事上における不可分の存在を伴侶的な意味をこめて比喩的に女房役（にょうぼうやく）と呼ぶこともある。例えば野球の投手に対する捕手、内閣の総理大臣に対する官房長官などがこれにあたる。
なお雲伯方言では女性のことを「にょば」と言うが、これは「にょうぼう」が転訛したものであると考えられている。